# Renaixement carolingi

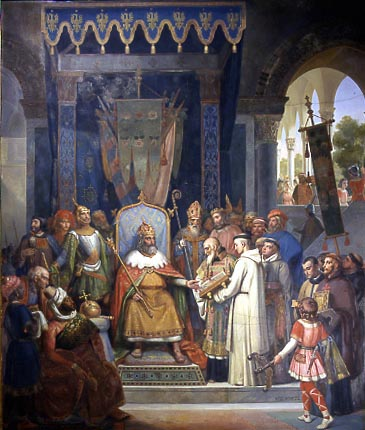
Carlemany, envoltat dels seus principals col·laboradors, rep Alcuí de York, que li presenta els manuscrits escrits pels seus monjos, pintura de Victor Schnetz.

El Renaixement Carolingi  és el nom que rep el ressorgiment de la cultura clàssica llatina a l'Imperi Carolingi a final del segle VIII i començament del IX. Va ser un període de renaixement intel·lectual i cultural, que va tenir lloc durant els regnats dels reis Carlemany i Lluís el Pietós. Durant aquest període es va produir un augment dels estudis de literatura, arts, arquitectura, jurisprudència i litúrgia. Al llarg d'aquest període també es va renovar el llatí medieval i es va desenvolupar la minúscula carolíngia, tot proveint d'un llenguatge comú i d'un estil d'escriptura que influí en la comunicació de la major part d'Europa.
L'ús del terme renaixement per descriure aquest període és disputat pel fet que la major part dels canvis esdevinguts en aquest període varen ser gairebé completament limitats a l'àmbit del clergat, i pel fet que no va comportar una quantitat tan significativa de conseqüències socials com en el posterior renaixement italià. Més que un renaixement de nous moviments culturals, aquest període es va caracteritzar per aconseguir de recrear la cultura de l'Imperi Romà.
Com que per dur a terme les reformes va caldre una forta aliança de l'estat i l'església, el Renaixement carolingi, a diferència de l'italià, no va ser humanista ni antropocèntric, sinó que es va centrar més en l'aspecte teològic.

## Context sociopolític
El segle viii, a conseqüència de diversos processos polítics, es va produir una aliança entre els francs i el papat. El rei franc Carlemany va dur a terme una sèrie d'intenses campanyes militars que li van permetre, per primera vegada en segles, de pacificar els dominis europeus occidentals de França, Itàlia i Alemanya, tot resultant solament les illes britàniques i la península ibèrica fora de la seva òrbita. Carlemany era, dels temps de l'Imperi Romà ençà, el primer rei que no dominava solament un senyoriu feudal grecoromà, sinó que controlava un imperi vast, i per a això li calia un servei civil ben entrenat que pogués sostenir una burocràcia estatal que resultava necessària, per la qual cosa es va decidir a portar a terme una reforma educativa pregona, paral·lela a la reforma administrativa, que li permetés de sostenir per mitjans pacífics allò que havia aconseguit per conquesta militar. Conta la llegenda que el mateix Carlemany, de nit, es preocupava per aprendre a llegir i escriure.

## El clergat
L'Imperi Carolingi va marcar l'inici d'una nova concepció de les relacions entre església i estat. Carlemany es veia a si mateix com un defensor del cristianisme en general i de l'Església Catòlica en particular. A més, com ja s'ha dit més amunt, en aquesta època solament els monjos sabien llegir i escriure, de manera que Carlemany va cercar l'ajuda dels canonges per crear un sistema educatiu nou.

## Reforma educativa
Com s'ha dit anteriorment, l'imperi de Carlemany era prou gran per a requerir un aparell burocràtic que el mantingués. Per a això era necessari servidors públics que estiguessin alfabetitzats, és a dir, que sabessin llegir i escriure: la manca de lletrats implicava una gran dificultat per al manteniment d'un imperi tan gran. Un problema addicional a això va ser el fet que el llatí quotidià, d'ençà de la crisi del segle iii, s'havia començat a dialectalitzar en variants regionals (els precursors de les llengües que avui en dia coneixem com a llengües romàniques) i, a l'època del regnat de Carlemany, començaven a esdevenir mútuament inintel·ligibles i només els més erudits que dominaven registres més elevats del llatí es podien comunicar amb persones d'altres llocs d'Europa. Per a tractar aquests problemes, Carlemany va ordenar de crear escoles i va atreure gran part dels erudits de l'època a la seva cort.

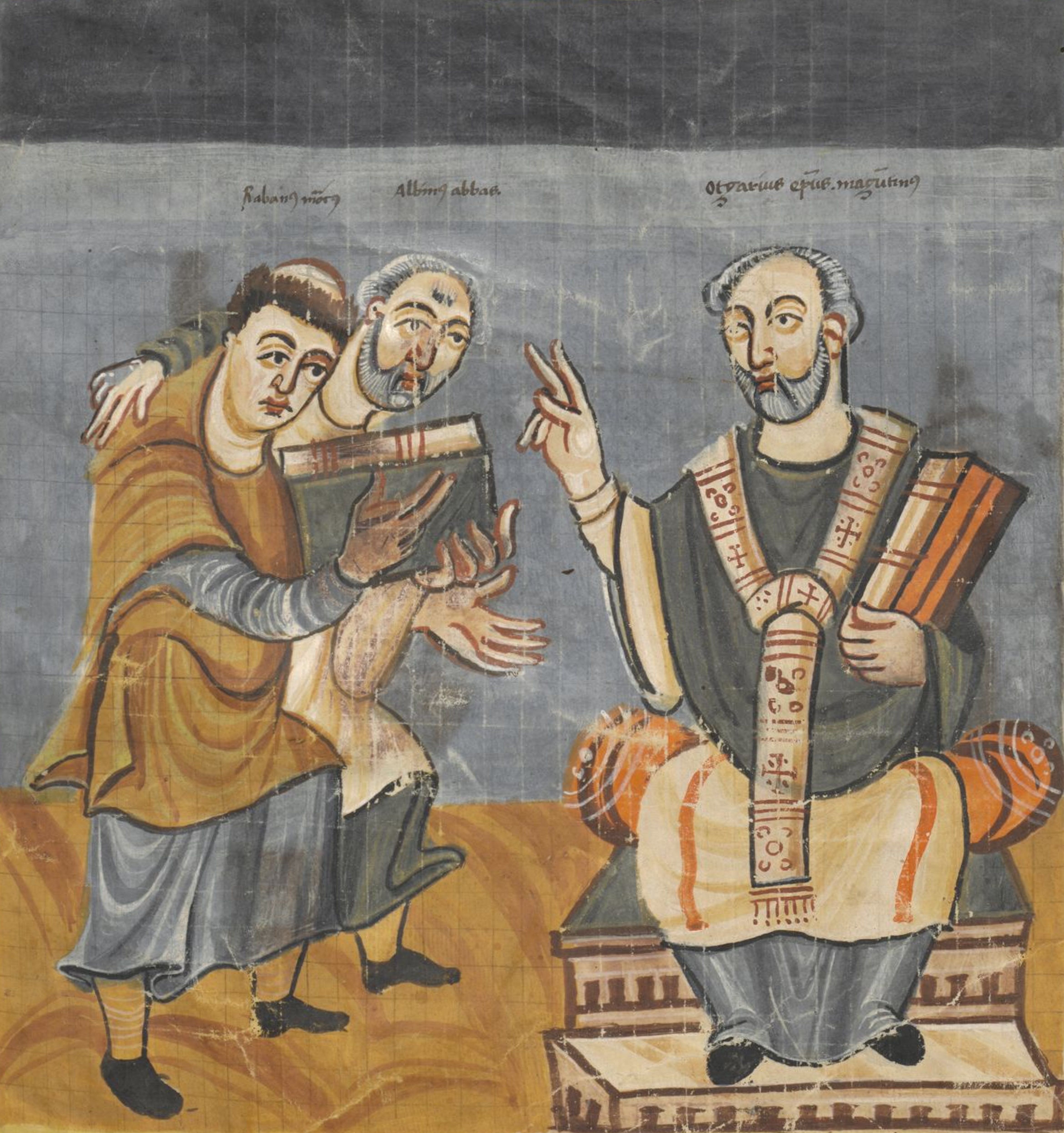
Alcuí (imatge centrada) va ser un dels erudits principals del Renaixement carolingi.

L'aliat de Carlemany en aquests afers va ser un monjo anglosaxó anomenat Alcuí de York. Alcuí i Carlemany es varen trobar el 781 i l'any següent Carlemany el va seleccionar perquè l'ajudés en la seva reforma i es va convertir en un dels principals promotors de la reforma educativa, i a partir de l'any 787, es van promulgar tot un seguit de decrets que recomanaven, a tot l'imperi, l'estudi de la literatura llatina, la restauració de les antigues escoles i la fundació d'altres de noves. Les escoles episcopals varen ser els grans centres educatius de l'època. A Aquisgrà, la capital de l'Imperi Carolingi, hi varen fundar l'Acadèmia Palatina, les funcions de la qual es podien comparar amb les que actualment du a terme una universitat.
Un dels principals reforços va ser la creació d'un currículum estandarditzat per a ús en les escoles creades de nou. Alcuí va manejar aquesta campanya i va ser el responsable d'escriure els llibres de text, sovint no gaire més elaborats que llistes de mots, així com va establir el Trivium a semblança del Quadrivi, com a base per a l'educació. Altres contribucions d'aquest període varen ser, per exemple, el desenvolupament de la minúscula carolíngia usada en primera instància en la Bíblia de Maurdramne de l'Abadia de Corbie i que va introduir l'ús de noves lletres minúscules; una nova versió estandarditzada de llatí, que va permetre de forjar nous mots alhora que recuperava el model gramatical del llatí clàssic, que havia esdevingut més laxe a mesura que el llatí popular canviava. Aquest llatí carolingi va reunificar el llatí i va permetre als administradors i viatgers de fer-se entendre a tot Europa.
Cal destacar que és amb la promulgació d'Admonitio generalis (Exhortació general) —i posteriorment amb De litteris colendis—, que Carlemany manifesta el seu esforç de cristianització i pren algunes decisions importants, com la restauració de les escueles i en particular en el c72 recomanava als bisbes «atraure no només als nens de condició servil, sinó inclús als fills dels homes lliures, i organitzar a les esglésies, catedrals i monestirs escoles per ensenyar als nens a llegir, a cantar, a narrar i finalment, assegurar que els saltiris, els llibre de música, l'aritmètica i la gramàtica fossin d'una correcció perfecta».

## Art carolingi

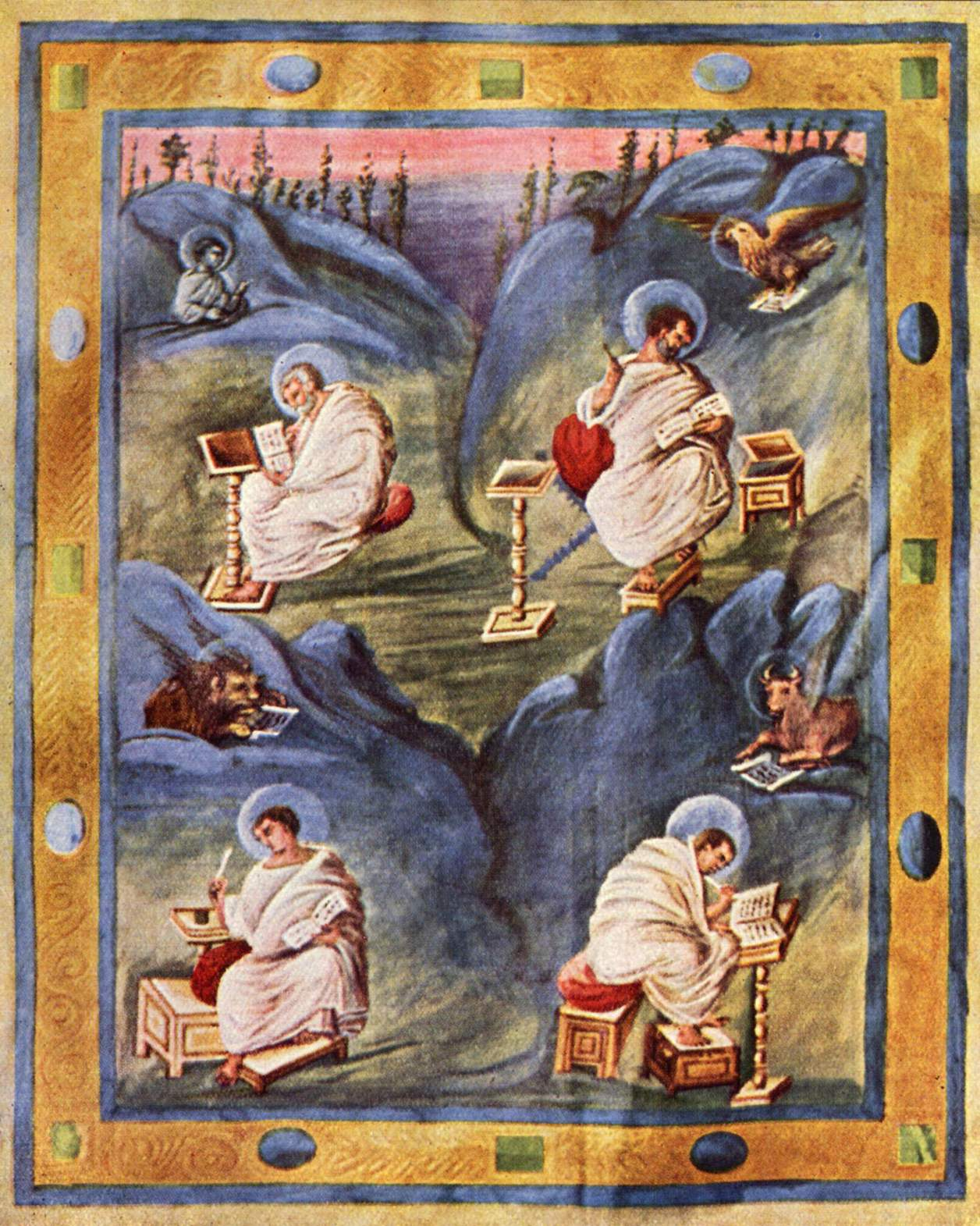
Evangelis de Aquisgrà (c. 820), un exemple dels rics manuscrits il·lustrats carolingis.

L'art carolingi comprèn un període d'uns 100 anys, entre el 800 i el 900. Sota la direcció de Carlemany, es copien nous evangelis i obres litúrgiques però també documents històrics, literaris i científics d'autors antics. Les il·lustracions són especialment riques per als manuscrits reials, com l'Evangeli de Carlemany fet a Aix-la-Chapelle on es reuneixen els millors artistes. En aquestes obres mestres conflueixen les influències romanes d'Orient, irlandeses o antigues137. Aquestes influències es poden trobar en altres formes artístiques, com l'orfebreria.
Entre les mostres conservades d'altres arts del període carolingi, destaquen els manuscrits il·lustrats (miniatura carolíngia), la metal·lúrgia, escultures en petita escala, mosaics i frescos.
Al nord d'Europa va implicar les formes de l'art romà mediterrani en un principi, el qual va evolucionar cap a l'art romànic i, eventualment, cap a l'art gòtic a l'oest. Manuscrits il·lustrats, orfebreria, escultures a petita escala, mosaics i pintures al fresc d'aquest període han perviscut fins als nostres dies.

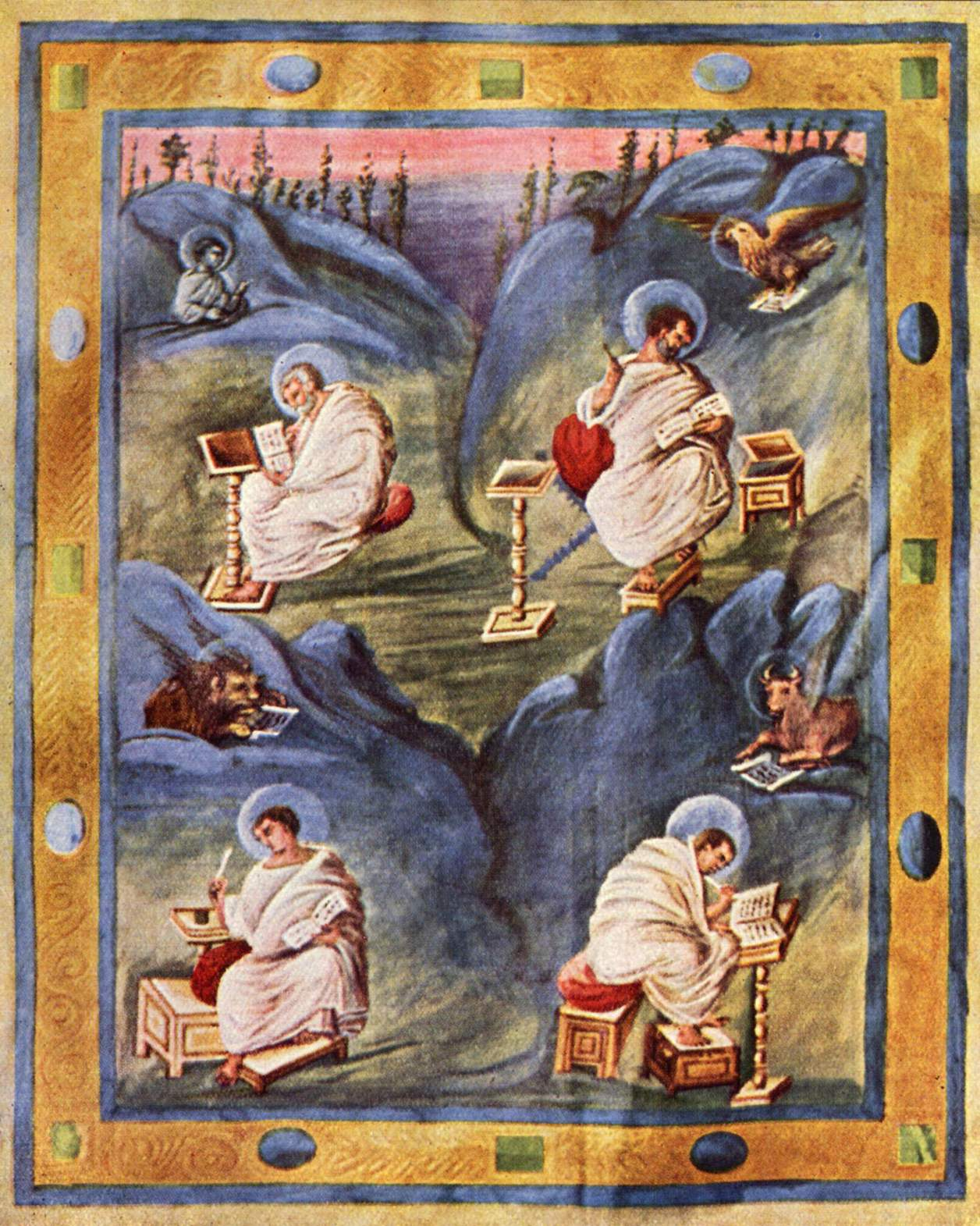
Evangelari de Lorsch, foli 67v: els quatre evangelistes (escola del Palau d'Aquisgrà, ca. 820).[14] Vegeu també Evangelari d'Aquisgràn.
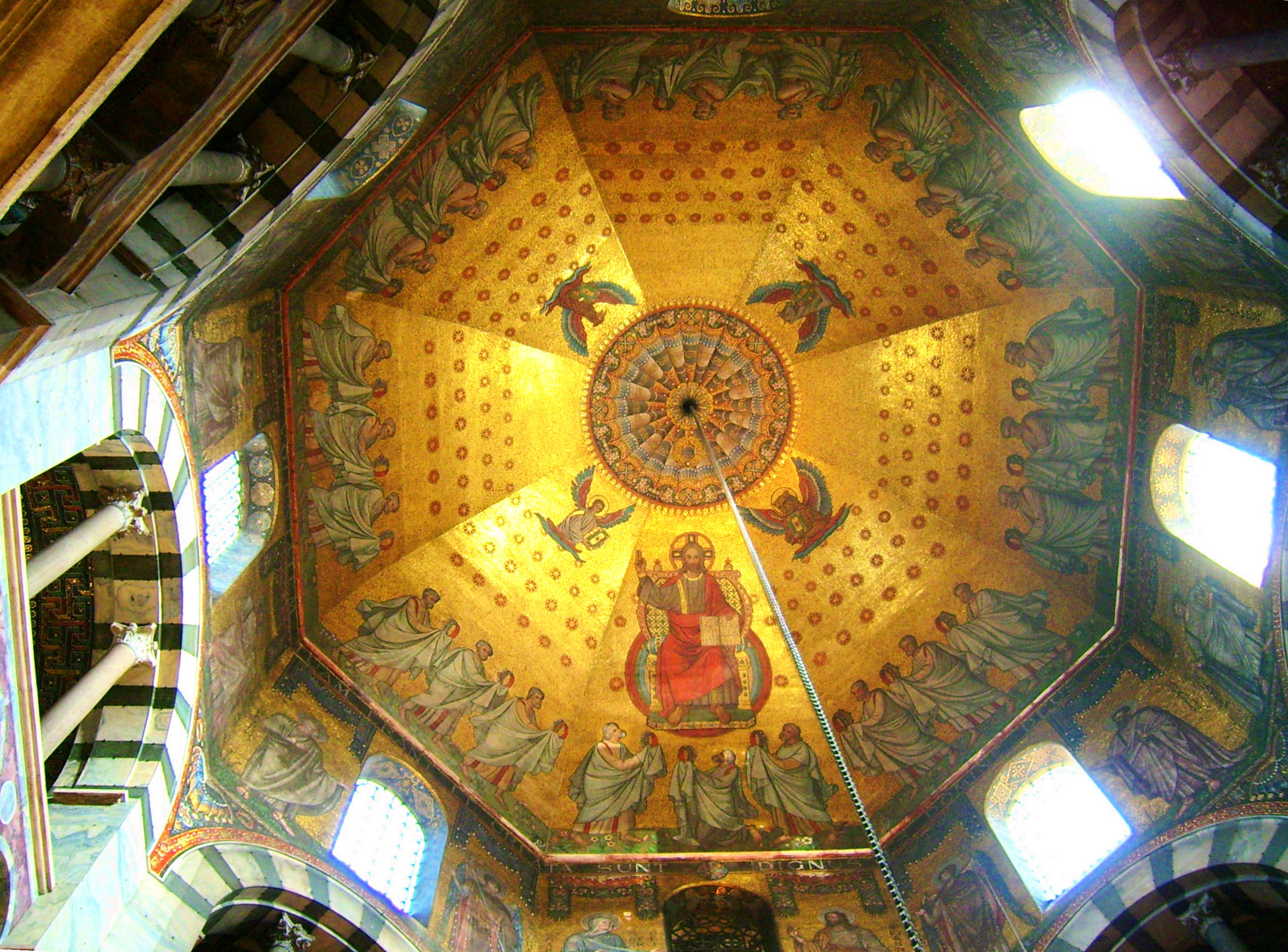
Cúpula de la Capella palatina d'Aquisgrà. El mosaic va patir una restauració molt intervencionista en el segle XIX.
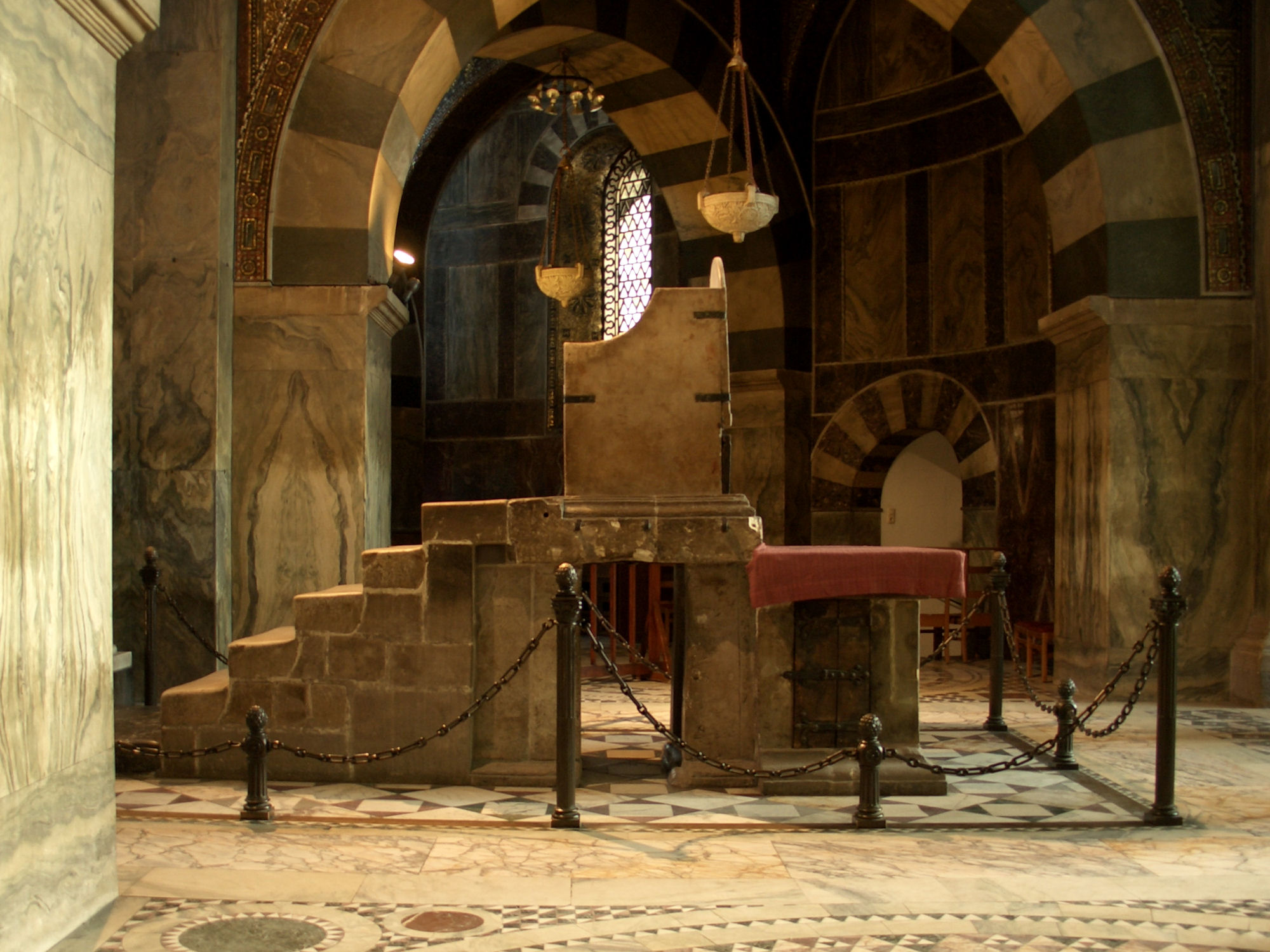
Tron de Carlemany en la mateixa Capella.
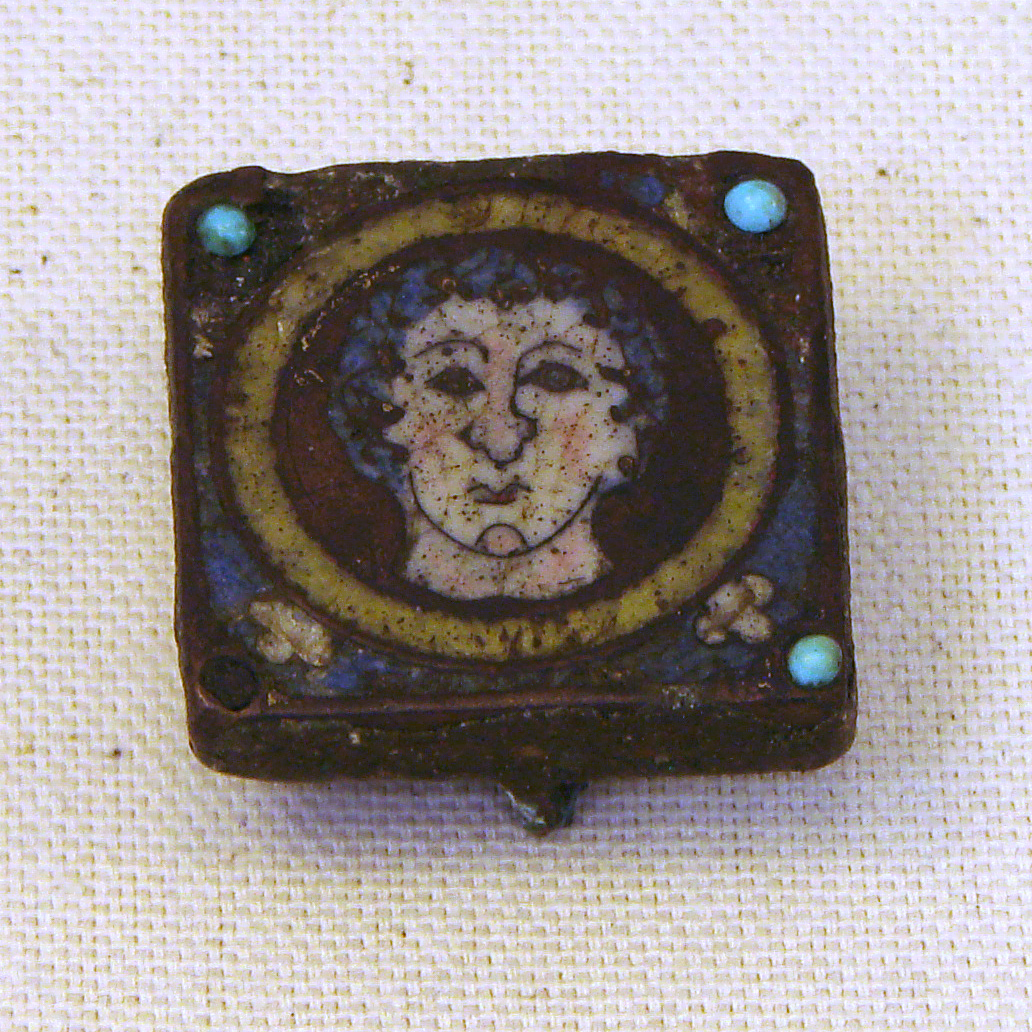
Fíbula esmaltada.
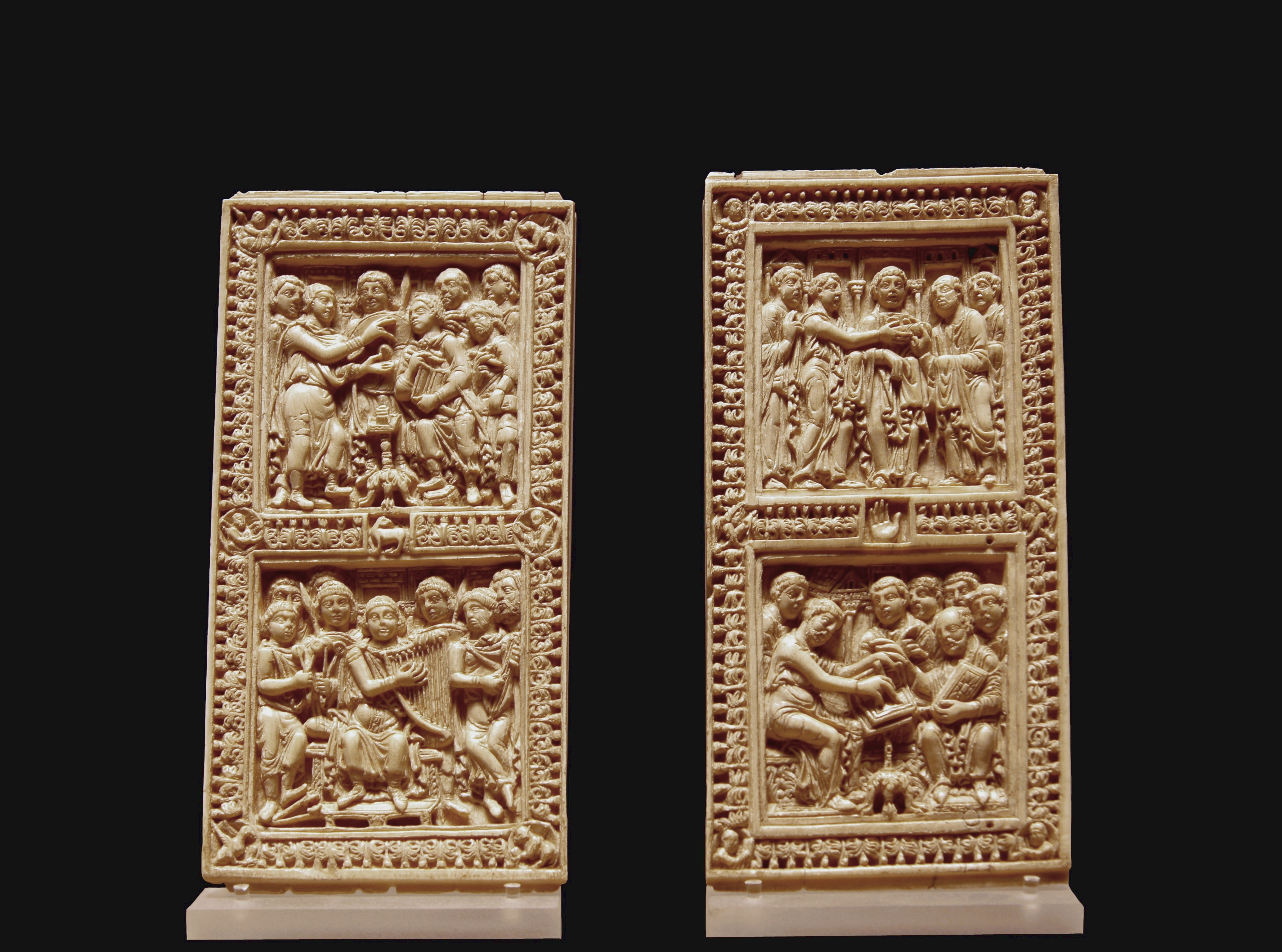
Cobertes del Saltiri de Dagulf, ca. 783-795.

## Arquitectura carolíngia
L'arquitectura carolíngia és un estil arquitectònic propi del nord d'Europa que va ser promogut per Carlemany. El període s'estén de finals del segle viii fins al començament regnat d'Otó I el 936, i va ser una temptativa conscient de crear un renaixement romà, emulant les antigues arquitectures romana, paleocristiana i romana d'Orient, i sense renunciar a cert grau d'innovació pròpia, tot resultant-ne, en conclusió, un producte únic. Alguns exemples d'arquitectura carolíngia que han sobreviscut el pas del temps es troben a Aquisgrà (la capella Palatina), l'illa monàstica de Reichenau (l'església de Sant Jordi d'Oberzell), Lorsch (l'Abadia de Lorsch), Fulda (l'església de Sant Miquel de Fulda), Michelstadt (la Basilica d'Einhard) i Müstair (a Suïssa, el convent benedictí de Sant Joan), entre altres llocs.
Es va proposar nous models adaptats a les noves polítiques i ritus eclesiàstics construint-se 27 catedrals, més de 400 edificis monàstics i un centenar de residències palatines utilitzades sobretot al començament del seu regnat per de l'emperador Carlomany en els seus nombrosos desplaçaments. El Palau d'Herstal havia estat el més utilitzat per Carlemany, fins que la necessitat de rivalitzar amb Roma o Constantinoble li va inspirar tenir un lloc fix per la seva residència i poder instal·lar la seva cort, així com totes les altres institucions que necessités, com ara la biblioteca, el tresor, l'administració de l'estat, o acadèmies. L'elecció d'Aquisgrà com lloc de residència fixa fou una conseqüència d'una mesurada reflexió per part de Carlemany, i es produí en un moment clau del seu regnat.
Més que un estil bé determinat va ser «un renaixement» o desig de restauració de l'arquitectura romana, igual que en altres arts, deguda a l'interès de Carlemany pel foment la cultura i l'art cristià, l'anomenat renaixement carolingi. El seu àmbit espacial va ser la major part de l'Europa Occidental -excepte les illes Britàniques i la península Ibèrica-, és a dir: França, Alemanya, Suïssa, Àustria, el Benelux i el nord d'Itàlia. Cronològica i estilísticament és una de les variants locals de l'art preromànic.
Les principals construccions es van destruir o es van transformar profundament en els segles posteriors, com el Palau d'Aquisgrà (d'Eudes de Metz) i altres palaus carolingis, que pretenien conscientment emular els palaus de l'Imperi romà i la seva arquitectura, assimilant influències romanes d'Orient i paleocristianes juntament amb trets originals, o la planificació de monastirs (l'anomenada utopia de Saint Gall), que va influir decisivament en el de Cluny.

## Música carolíngia
En la cultura occidental, hi ha hagut una tradició ininterrompuda en la pràctica i teoria musical d'ençà dels registres més antics escrits dels sumeris (c. 2.500 BC), tradició heretada a través dels babilonis i els perses per l'antiga Grècia i l'antiga Roma. No obstant això, la crisi del segle iii i la caiguda de l'imperi romà d'Occident el 453 varen implicar un trencament amb aquesta tradició. La major part de l'Europa occidental dels segles següents no sabia grec, inclosos els erudits, fet que havia empès Boeci a traduir antics tractats grecs al llatí. Amb l'adveniment de les reformes d'alfabetització de Carlemany, qui estava particularment interessat en música, va començar un període d'intensa activitat en els monestirs de copiar i escriure tractats de teoria musical: el tractat de música enchiriadis n'és un dels més antics i interessants. Carlemany també va mirar d'unificar la pràctica de música religiosa eliminant les diferències estilístiques regionals. Posseïm evidències que l'antiga notació musical occidental, en la forma de neumes in campo aperto (sense pentagrama), va ser creada a Metz entorn a l'any 800, com a resultat del desig de Carlemany perquè els músics de l'església carolíngia conservessin les nuances utilitzades pels romans. La pràctica i teoria musical occidental d'avui en dia, en resum, va començar amb Carlemany.

## Reformes econòmiques i legals
Carlemany es va veure davant d'una gran varietat de divises al començament del seu regnat. Per corregir els problemes que aquestes diverses divises van causar, va estandarditzar un sistema basat en la lliura tornesa, una moneda de plata dividida en vint sous i cada un d'aquests en dotze diners.